# Vrh (miasto Kraljevo)
Vrh (cyr. Врх) – wieś w Serbii, w okręgu raskim, w mieście Kraljevo. W 2011 roku liczyła 68 mieszkańców.